# 스피릿 항공
스피릿 항공(영어: Spirit Airlines)은 미국의 저비용 항공사 겸 전세 항공사로 본사는 미국 플로리다주 미라마르에 위치해 있으며 1980년에 설립했다. 또한 사용하고 있는 허브 공항으로 포트로더데일 할리우드 국제공항이 있다.

## 역사
스피릿 항공은 애틀랜타, 라스베이거스 및 바하마를 목적지로 하는 오락을 위한 여행 패키지를 제공하는 헌장 투어 운항 회사로 디트로이트를 연고지로 차터 원으로 1980년에 설립되었다. 1990년 차터 원은 보스턴과 로드아일랜드의 프로비던스에서 애틀랜타까지 정기 운항이 시작되었다. 1992년 5월 29일 제트기를 구입해 현재의 사명 변경과 동시에 디트로이트에서 애틀랜타까지 서비스를 시작했다.
1993년 4월 플로리다에 정기 운항을 시작했다. 향후 5년간 이 항공사는 디트로이트에서 서비스를 증가시켜 사우스캐롤라이나주와 로스앤젤레스, 뉴욕에 진출하여 사업 폭을 넓혔다.
1999년 12월에 본사를 이전하고 지속적으로 확장을 했는데 로스앤젤레스에 대륙 횡단 노선이다 시카고까지 확대했다. 2001년 11월 이 회사는 산 후안, 푸에르토리코에 서비스를 시작 하면서 인터넷과 전화 예약을 포함하여 완전히 통합된 스페인어 고객 서비스 계획을 실시했다. 2002년 9월 스피릿 항공은 코치 클래스를 업그레이드를 시킨 좌석을 도입했다.
2004년에 스피릿 항공은 높은 운항 비용을 이유로 콜로라도주 덴버 노선을 폐지했다. 2005년에 카리브해 및 바하마에 많은 노선을 추가해 국제선 취항하기 시작했다. 2010년 8월부터 기내 반입 수하물에 대해서도 추가 요금을 받는다고 발표했다.

## 보유 기종
- 2012년 5월 기준으로 스피릿 항공은 다음과 같은 기종을 보유하고 있다.[2]

## 같이 보기
- 제트블루